# ハミルトニア (小惑星)
ハミルトニア (452 Hamiltonia) は、小惑星帯に位置する小惑星。1899年12月6日、ジェームズ・エドワード・キーラーがハミルトン山のリック天文台で発見した。
名前は発見地のハミルトン山に由来している。